# Aquí está tu enamorado
Aquí está tu enamorado es una película de comedia musical y drama mexicana de 1963, dirigida por Jaime Salvador y protagonizada por Antonio Aguilar, Flor Silvestre y Lucha Moreno.

## Trama
Lucha, una bella joven del pueblo de San Lucas, no puede casarse hasta que Antonio, su hermano, lo haga primero. El único inconveniente es que Antonio es conocido por ser un mujeriego que no desea comprometerse con nadie, a menos que se trate de Flor, hija del alcalde y sobrina del cura, quienes la cuidan constantemente de sus encantos. Detrás del también soltero más codiciado del pueblo están: Lupe, la esposa del herrero Simón; Carmen, la prometida del comisario Tadeo; y la viuda Clarita.
Ansioso de casarse con Lucha, Pepe decide ponerle una trampa a Antonio para obligarlo a casarse, de modo que acuerda pagarle a un humilde matrimonio para que abandonen a su bebé y hagan creer que es hijo de Antonio. Al enterarse de esto, Flor influye en las mujeres del lugar para que exijan a Antonio que se case con la madre del niño y, de no hacerlo, estaría obligado a dejar el pueblo.

## Reparto
- Antonio Aguilar como Antonio Heredia
- Flor Silvestre como Flor
- Lucha Moreno como Lucha
- Manuel López Ochoa como Pepe
- Agustín Isunza como Don Tadeo (comisario)
- Víctor Alcocer como Don Nicanor (alcalde)
- Guillermo Hernández como Simón (el herrero)
- José «El Ojón» Jasso como Padre Juanito
- Amado Zumaya como Teófilo
- Diana Ochoa como Doña Magda
- José Alberto Gómez Busto como Bebé
- Yolanda Ciani como Carmen Martínez
- Palmira Arzubide
- Graciela Lara como Guadalupe
- Beatriz González como Pueblerina enamorada
- María de la Paz Cabello
- Anita Fierro Jiménez
- Martha Lipuzcoa como Clarita
- Norma Jiménez Pons como Madre de niños en parque
- Marisa Prado como Elenita
- Socorro Figuera Ruiz
- Amanda del Llano como Mamá del Toñito
- Jesús Gómez como Carcelero pelón (no acreditado)
- Ángela Rodríguez como Magdalena (no acreditado)
- Carlos Suárez como Nemesio (no acreditado)

## Canciones
- "Aquí está tu enamorado"
- "Qué tienen las demás"
- "La cantimplora"
- "Contra los hombres"
- "Enamorado"
Interpretadas por Flor Silvestre